# Vestigii arheologice, comuna Hudești, județul Botoșani
Acest articol dezvoltă o secțiune Vestigii arheologice a articolului principal, Comuna Hudești, Botoșani.

Harta toponimică, topografică, a siturilor arheologice și a rețelei hidrografice a comunei Hudești.

Vestigiile arheologice de pe teritoriul comunei Hudești, județul Botoșani, au fost identificate în mare parte de către profesorii de istorie din comuna Hudești care împreună cu elevii au cules o serie de obiecte care au fost expuse în muzeele școlare din Mlenăuți, Vatra și Hudești. Profesorii de istorie au fost - Gheorghe Toma, Adăscăliței Gheorghe, Murariu Ion, Prahoveanu Ion și Chițac Gheorghe. 
Alexandru Odobescu a făcut prima menționare documentară despre situl arheologic de la Baranca - La Cetățuie în secolul al XIX-lea, situl fiind descoperit de Odobescu în anul 1870. Învățătorul Dumitru Jar a descoperit în anul 1972 situl de la Baranca - Vatra Satului, Gheorghe Toma în 1974 așezarea Cucuteni de la Mlenăuți din Dealul Morii, Costache Jacotă împreună cu Gheorghe Toma în 1975 movila de la Mlenăuți la vest de sat, în 1975 movila Burtoasă la Hudești, Costache Jacotă în 1973 așezarea Cucuteni de la Hudești - La Cresneanu, P. Șadurschi în 1980 situl arheologic de la Hudești - La Ciacâr. Studiind harta topografică a României la scara 1-25.000, Octavian Liviu Șovan a identificat pe teritoriul comunal alte situri aflate sub formă de movile, respectiv morminte tumulare, care nu au fost încă cercetate de către cineva de specialitate.

## Vestigii arheologice
Existența așezărilor umane în nordul României este atestată prin numeroase situri arheologice, multe neexplorate încă, vechimea lor pierzându-se în negura veacurilor. Mediul propice viețuirii umane precum și relieful și bogata rețea hidrografică a cărei exponent de seamă este bazinul râului Bașeu, au facilitat apariția comunităților din cele mai vechi timpuri. O astfel de așezare deschisă din eneoliticul dezvoltat al Culturii Cucuteni faza B, este cea aflată în apropierea locului numit „La Brazdă”, la circa 1km sud-est de satele Vatra și Hudești, la intersecția drumurilor care vin din acestea. Suprafața sitului este de circa 10ha și este localizată pe un teren cu o înclinare dinspre sud spre est, aproape de șipotul numit „La Cresneanu”, limitrof cursului Bașeului, pe „Dealul Izvorului”.

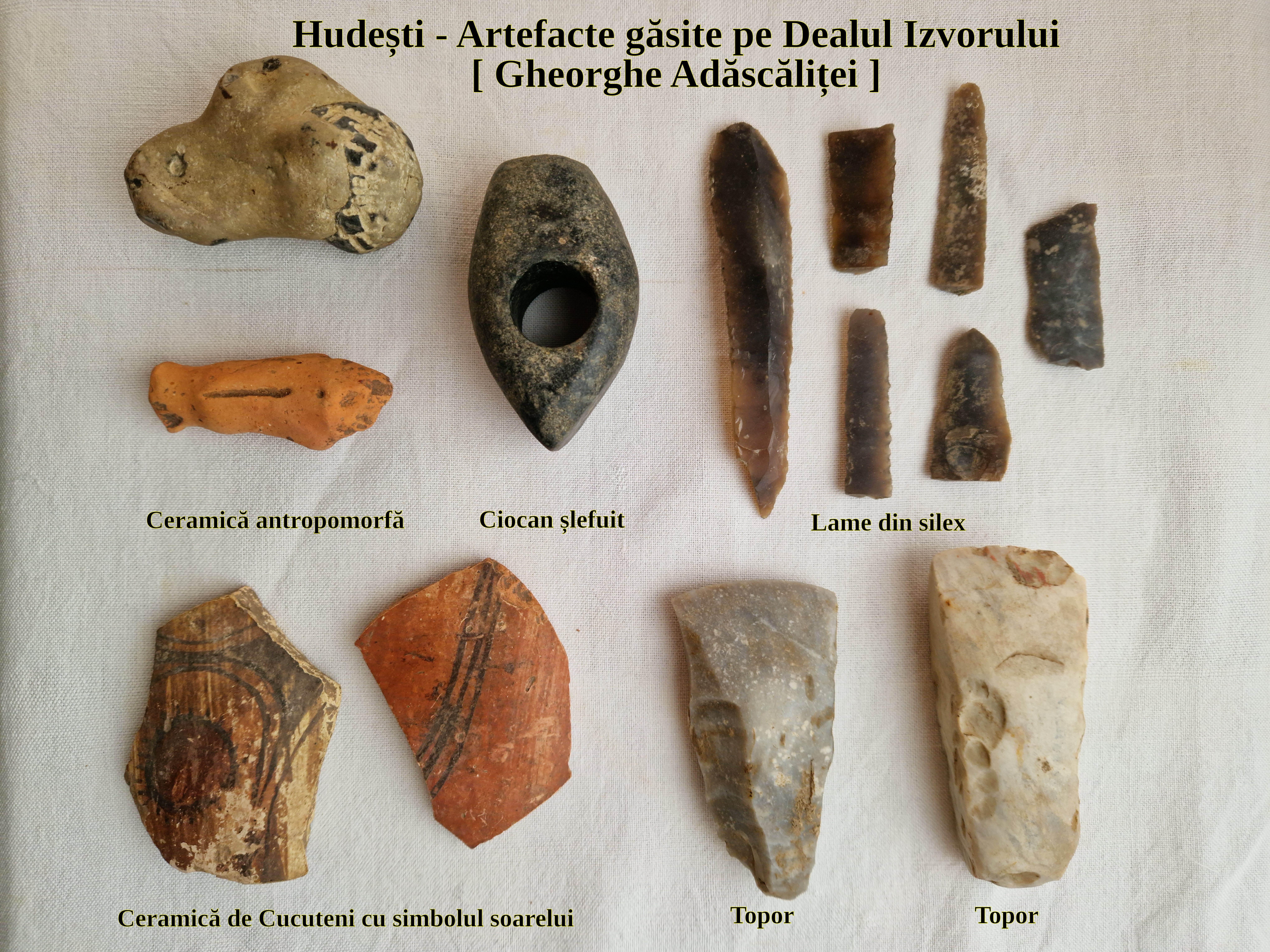
Artefacte găsite pe Dealul Izvorului (La Cresneanu)

În această așezare eneolitică este, în opinia lui Gheorghe Apătăchioae, nucleul apariției celor două sate Vatra și Hudești. În partea de nord a sitului au fost descoperite fragmente de ceramică pictată și în partea de sud-est s-au găsit fragmente încă necatalogate. Aproape de apa Bașeului au fost găsite fragmente de ceramică pictată cu simbolul soarelui, arsă, galben-roșiatică. Această zonă nu a avut parte de o cercetare sistematică, ea fiind explorată inițial în 1973 de către profesorul Costache Jacotă și obiectele au ieșit la iveală cu ocazia unor lucrări agricole. Au fost descoperite vase întregi și urmele unor locuințe care aveau vetre de foc bine conturate. Au fost identificate așchii obținute prin cioplire, unelte din silex, fusaiole, dar și greutăți pentru plase de pescuit, figurine zoomorfe și antropomorfe. Remarcabilă rămâne ceramica comună, nepictată și mai puțin îngrijită, urmată de cea pictată cu negru și roșu pe fond brun-gălbui. Decorul este unul liniar fiind demarcat pe unele fragmente cu benzi de linii paralele. Deosebit este decorul cu simbolul soarelui de pe unele artefacte care denotă proximitatea originii lor la epoca bronzului. fiind cunoscut faptul că în acele timpuri cultul soarelui a fost predominant pe plan religios.
Costache Jacotă a descoperit, tot în anul 1973, situl arheologic de la Hudești numit „La Carieră” situat pe drumul dintre satele Hudești și Alba, la nord-vest de dispensarul uman, pe panta sudică a Dealului Țurcani. Aici coexistă o așezare deschisă din epoca migrațiilor a Culturii Sântana de Mureș-Cerneahov suprapusă peste o așezare deschisă a Culturii La Tène din epoca eneolitică.Similar este situl descoperit de Dumitru Jar în 1972 la Baranca în locul „Vatra Satului”.
În apropiere de situl „La Cresneanu” se află altă așezare deschisă aparținând Culturii La Tène târzie ( Daci liberi ) aflată pe același areal cu alta similară din epoca migrațiilor ce ține de Cultura Sântana de Mureș-Cerneahov. Așezarea se află în locul denumit „La Corlățeanu” într-o văgăună ce are deschiderea înspre sud la Iazul Calul Alb, aproape de locul numit „La Ciacâr”. Aici, profesorul P. Șadurschi a descoperit în anul 1980 urme de vase ceramice, două gâturi cu toarte de amfore romane și pahare tronconice.
Pe partea dreaptă a râului Bașeu, la circa 1,5km de intersecția șoselei DN29A cu drumul ce duce la Mlenăuți, pe tarlaua „La Ilie”, dar și în „Hârtopul Grădinii” sau la „Dealul Morii” s-au descoperit așezări umane care aparțin Culturii Cucuteni. „La Ilie” au fost găsite fragmente ceramice cu urme de decoruri. S-au cules unelte și arme din silex - vârfuri de săgeți, răzuitori și străpungători. La „Hârtopul Grădinii”, aflat în aval de barajul de la Calul Alb, s-au prelevat fragmente ceramice de slabă calitate cu urme de pictură și așchii rezultate din cioplirea silexului. La „Dealul Morii”, descoperire făcută de profesorul Gheorghe Toma, au fost găsite greutăți pentru plasele de pescuit, fusaiole, topoare de piatră cu gaură, vârfuri de săgeți din silex, ceramică din pastă roșie și foarte multe așchii rezultate din cioplirea silexului.
Au fost de-a lungul timpului și descoperiri datorate hazardului la situl de la Baranca ( Cetățuia ), La Pâșcov, Podiș ( Alba ) sau Șindrilița, a unor topoare plate, vârfuri de săgeți și dălți din silex. Ceramica este variată - pahare bitronconice, farfurii, vase mari, figurine zoomorfe sau cănițe.
Studiind harta topografică a României la scara 1-25.000, Octavian Liviu Șovan a identificat pe teritoriul comunal alte situri aflate sub formă de movile, respectiv morminte tumulare, care nu au fost încă cercetate de către cineva de specialitate. Profesorul Gheorghe Toma a mai identificat pe teren încă din anul 1975 alte situri rămase necercetate, așa cum sunt cele de la Movila de la Mlenăuți - la Vest de Sat ( împreună cu Costache Jacotă ) și Movila Burtoasă la Hudești.
Este de menționat că niciodată până în anul 2010 nu s-au făcut cercetări sistematice ale siturilor arheologice de pe teritoriul comunei Hudești. Singurii care s-au implicat într-o astfel de activitate au fost profesorii de istorie din comuna Hudești care împreună cu elevii au cules o serie de obiecte care au fost expuse în muzeele școlare din Mlenăuți, Vatra și Hudești. Profesorii de istorie au fost - Gheorghe Toma, Adăscăliței Gheorghe, Murariu Ion, Prahoveanu Ion și Chițac Gheorghe.

## Monumente istorice
| Cod LMI                         | Denumire                                     | Localitate                                                                    | Localizare | Datare, Creatori                        | Imagine               | Erori             |
| ------------------------------- | -------------------------------------------- | ----------------------------------------------------------------------------- | --- | --------------------------------------- | --------------------- | ----------------- |
| BT-I-s-B-01753 (RAN: 37805.01)  | Situl arheologic de la Baranca - La Cetățuie | sat Baranca; comuna Hudești. Parcela: PD1009 Descoperire: 1870 Alex. Odobescu | Toponim ( Toponim ): La Cetățuie Localizare: extravilan, stare de conservare bună. Situl se observă ca o fortificație întărită natural, cu formă hexagonală neregulată, cu dimeniunile de 60-70 m lungime pe latura nordică și de circa 130 m pe celelalte, suprafața fiind de aproape un hectar, observându-se și șanțuri de apărare. Reper: Situl se află extravilan, la 3000 m N-NV de satul Alba și la 1400 m SE de cotul cel mai apropiat al râului Prut. Obiective: 1. Cetate medievală timpurie ( Cultura Dridu ) 2. Așezare fortificată medievală timpurie ( Cultura Răducăneni ) 3. Așezare deschisă medievală târzie. 48.18697°N 26.45374°E | sec. VIII - XI, Epoca medieval timpurie | Încarcă foto \| video | Raportează eroare |
| BT-II-m-B-01992                 | Conacul Boldur-Lățescu                       | sat Hudești; comuna Hudești                                                   | 204 48.14149°N 26.50889°E | 1757                                    |                       | Raportează eroare |
| BT-II-m-B-01993 (RAN: 37789.05) | Biserica „Sf. Voievozi”                      | sat Hudești; comuna Hudești                                                   | 205 48.14672°N 26.51126°E | 1759                                    |                       | Raportează eroare |
| BT-II-m-B-01999                 | Biserica „Sf. Gheorghe”                      | sat Mlenăuți; comuna Hudești                                                  | 2257 48.14672°N 26.51126°E | 1803                                    |                       | Raportează eroare |

## Situri arheologice dinRAN
| \| Cod LMI \| Denumire \| Localitate \| Localizare \| Datare, Creatori \| Imagine \| Erori \| \| --------------- \| --------------------------------------------------- \| ------------------------------------------------------------------------------------------ \| ----------------------------------------------------------------------------------------------------------------------------------------------------------------------------------------------------------------------------------------------------------------------------------------------------------------------------------------------------------------------- \| --------------------------------------------------- \| --------------------- \| ----------------- \| \| (RAN: 37805.02) \| Situl arheologic de la Baranca - Vatra Satului[10] \| sat Baranca; comuna Hudești. Parcela: A759, PD926 Descoperire: 1972 înv. D. Jar \| Punct ( Toponim ): Vatra Satului Localizare: extravilan, stare de conservare periclitată. Reper: Situat pe un promontoriu aflat la poalele Dealului Cetățuia, la circa 800 m nord-est de fortificație, la sud-vest de satul Baranca. Obiective: 1. Așezare deschisă - Cultura La Tène 2. Așezare deschisă - Cultura Sântana de Mureș-Cerneahov[1] 48.18861°N 26.46361°E \| Cultura La Tène, Cultura Sântana de Mureș-Cerneahov \| Încarcă foto \\| video \| Raportează eroare \| \| (RAN: 37805.03) \| Movila Burtoasă de la Baranca[11] \| sat Baranca; comuna Hudești. Parcela: PD589 Descoperire: 2009 O. L. Șovan \| Punct ( Toponim ): Movila Bortoasă Localizare: extravilan, stare de conservare bună. Reper: situată la 1300 m est de satul Baranca, pe partea stângă a drumului Baranca-Darabani. Obiective: 1. Movilă (mormânt tumular)[5] 48.19527°N 26.50443°E \| ? \| Încarcă foto \\| video \| Raportează eroare \| \| (RAN: 37805.04) \| Movila din Dealul Iazul Dracului de la Baranca[12] \| sat Baranca; comuna Hudești. Parcela: PD1094 Descoperire: 2009 O. L. Șovan \| Punct ( Toponim ): Movila din Dealul Iazul Dracului Localizare: extravilan, stare de conservare bună. Reper: situată la 1400 m vest-sud-vest de Cetățuie și la 1000 m sud de cel mai apropiat cot al Prutului. Obiective: 1. Movilă (mormânt tumular)[13] 48.19527°N 26.50443°E \| ? \| Încarcă foto \\| video \| Raportează eroare \| \| (RAN: 37805.05) \| Movila din Dealul Cetății de la Baranca[14] \| sat Baranca; comuna Hudești. Parcela: PD1009 Descoperire: 2009 O. L. Șovan \| Punct ( Toponim ): Movila din Dealul Cetății Localizare: extravilan, stare de conservare periclitată. Reper: situată în partea estică a Dealului Cetății. Obiective: 1. Movilă (mormânt tumular)[13] 48.18638°N 26.45556°E \| ? \| Încarcă foto \\| video \| Raportează eroare \| \| (RAN: 37814.01) \| Așezarea Cucuteni de la Mlenăuți - Dealul Morii[15] \| sat Mlenăuți; comuna Hudești. Parcela: A2225 Descoperire: 1974 prof. Gh. Toma \| Punct ( Toponim ): Dealul Morii Localizare: extravilan, stare de conservare periclitată. Reper: situat pe platoul dealului aflat la est de valea de la Fundu Moșiei și la 4500 m sud-est de sat. Obiective: 1. Așezare deschisă - Eneolitic dezvoltat[1] 48.09498°N 26.54445°E \| Cultura Cucuteni \| Încarcă foto \\| video \| Raportează eroare \| \| (RAN: 37814.02) \| Movila de la Mlenăuți - la Vest de Sat[16] \| sat Mlenăuți; comuna Hudești. Parcela: A1399 Descoperire: 1975 prof. C. Jacotă și Gh. Toma \| Punct ( Toponim ): Movila de la Vest de Sat Localizare: intravilan, stare de conservare aplatizată. Reper: situată la 1400 m vest-sud-vest de biserica satului, la 250 m nord de valea Răchitei. Dimensiuni: D-15 m; H-1 m. Obiective: 1. Movilă (mormânt tumular)[5] 48.12332°N 26.48195°E \| ? \| Încarcă foto \\| video \| Raportează eroare \| \| (RAN: 37814.03) \| Movila Mlenăuți de la Mlenăuți[17] \| sat Mlenăuți; comuna Hudești. Parcela: PD1358 Descoperire: 2009 O. L. Șovan \| Punct ( Toponim ): Movila Mlenăuți Localizare: extravilan, stare de conservare bună. Reper: situată la nord-vest de sat, pe culmea Dealului Bașeu cuprins între râul Bașeu la nord și vest și valea Țiclăului la sud-vest. Obiective: 1. Movilă (mormânt tumular)[5] 48.13832°N 26.47165°E \| ? \| Încarcă foto \\| video \| Raportează eroare \| \| (RAN: 37814.04) \| Movila Ciriteiul Mlenăuți de la Mlenăuți[18] \| sat Mlenăuți; comuna Hudești. Parcela: A2310 Descoperire: 2009 O. L. Șovan \| Punct ( Toponim ): Movila Ciriteiul Mlenăuți Localizare: extravilan, stare de conservare bună. Reper: situată pe Dealul Ciriteiului, la 8300 m sud-est de satul Mlenăuți, la 1900 m nord-nord-est de satul Stânca, c. George Enescu. Obiective: 1. Movilă (mormânt tumular)[19] 48.06776°N 26.57915°E \| ? \| Încarcă foto \\| video \| Raportează eroare \| \| (RAN: 37814.06) \| Movilă la Mlenăuți - Dealul Morii[20] \| sat Mlenăuți; comuna Hudești. Parcela: A2236 Descoperire: 2009 O. L. Șovan \| Punct ( Toponim ): Movila din Dealul Morii Localizare: extravilan, stare de conservare bună. Reper: situată la 4000 m sud-est de satul Mlenăuți, la 2000 m sud-vest de iazul Calul Alb. Obiective: 1. Movilă (mormânt tumular)[19] 48.09776°N 26.54192°E \| ? \| Încarcă foto \\| video \| Raportează eroare \| \| (RAN: 37814.07) \| Movila de la Mlenăuți - La Odăiță[21] \| sat Mlenăuți; comuna Hudești. Parcela: A2040 Descoperire: 2009 O. L. Șovan \| Punct ( Toponim ): Movila La Odăiță Localizare: extravilan, stare de conservare bună. Reper: situată la 2100 m sud-est de satul Mlenăuți și la 2000 m sud-vest de iazul Calul Alb. Obiective: 1. Movilă (mormânt tumular)[22] 48.11137°N 26.52444°E \| ? \| Încarcă foto \\| video \| Raportează eroare \| \| (RAN: 37814.08) \| Movila de la Mlenăuți - Dealul Nisipăriei[23] \| sat Mlenăuți; comuna Hudești. Parcela: A1953 Descoperire: 2009 O. L. Șovan \| Punct ( Toponim ): Movila din Dealul Nisipăriei Localizare: extravilan, stare de conservare bună. Reper: situată la 1800 m sud-est de biserica din satul Mlenăuți și la 600 m sud-vest de iazul lui Axinte. Obiective: 1. Movilă (mormânt tumular)[22] 48.12695°N 26.51776°E \| ? \| Încarcă foto \\| video \| Raportează eroare \| \| (RAN: 37814.09) \| Movila din Dealul Calul Alb de la Mlenăuți[24] \| sat Mlenăuți; comuna Hudești. Parcela: A1953 Descoperire: 2009 O. L. Șovan \| Punct ( Toponim ): Movila din Dealul Calul Alb Localizare: extravilan, stare de conservare bună. Reper: situată la 6000 est-sud-est de biserica din satul Hudești și la 2100 m nord-est de barajul primului iaz de la Calul Alb. Obiective: 1. Movilă (mormânt tumular)[22] 48.13056°N 26.5886°E \| ? \| Încarcă foto \\| video \| Raportează eroare \| \| (RAN: 37814.10) \| Movila La Ochi de la Mlenăuți[25] \| sat Mlenăuți; comuna Hudești. Parcela: A37 Descoperire: 2009 O. L. Șovan \| Punct ( Toponim ): Movila La Ochi Localizare: extravilan, stare de conservare bună. Reper: situată la 3000 m nord-est de Movila Ciriteiul Mlenăuți și la 4850 m est-sud-est de Movila din Dealul Morii. Obiective: 1. Movilă (mormânt tumular)[22] 48.08749°N 26.60584°E \| ? \| Încarcă foto \\| video \| Raportează eroare \| \| (RAN: 37789.01) \| Movila Burtoasă la Hudești[26] \| sat Hudești; comuna Hudești. Parcela: P807 Descoperire: 1975 prof. C. Jacotă și Gh. Toma \| Punct ( Toponim ): Movila Bortoasă Localizare: extravilan, stare de conservare aplatizată. Reper: situată la 1700 m nord-nord-vest de biserica satului și la 350 m vest de drumul național Hudești-Darabani. Dimensiuni: D-30 m; H-1 m. Obiective: 1. Movilă (mormânt tumular)[1] 48.1611°N 26.50473°E \| ? \| Încarcă foto \\| video \| Raportează eroare \| \| (RAN: 37789.02) \| Situl arheologic de la Hudești - La Carieră[27] \| sat Hudești; comuna Hudești. Parcela: A835, A1474 Descoperire: 1973 prof. C. Jacotă \| Punct ( Toponim ): La Carieră Localizare: intravilan, stare de conservare bună. Reper: situat pe drumul dintre satele Hudești și Alba, la nord-vest de dispensarul uman, pe panta sudică a Dealului Țurcani. Obiective: 1. Așezare deschisă - Eneolitic dezvoltat 2. Așezare deschisă - Migrații - Cultura Sântana de Mureș-Cerneahov[5] 48.14832°N 26.49557°E \| Cultura La Tène, Cultura Sântana de Mureș-Cerneahov \| Încarcă foto \\| video \| Raportează eroare \| \| (RAN: 37789.03) \| Așezarea Cucuteni de la Hudești - La Cresneanu[28] \| sat Hudești; comuna Hudești. Parcela: : A1905, A1906 Descoperire: 1973 prof. C. Jacotă \| Punct ( Toponim ): La Cresneanu Localizare: extravilan, stare de conservare bună. Reper: situat la 3500 m sud-est de biserica satului, la nord de iazul Calul Alb. Obiective: 1. Așezare deschisă - Eneolitic dezvoltat - Cultura Cucuteni B[1] 48.13029°N 26.54499°E \| Cultura Cucuteni \| Încarcă foto \\| video \| Raportează eroare \| \| (RAN: 37789.04) \| Situl arheologic de la Hudești - La Ciacâr[29] \| sat Hudești; comuna Hudești. Parcela: A1670, A1976 Descoperire: 1980 P. Șadurschi \| Punct ( Toponim ): Ciacâr Localizare: extravilan, stare de conservare bună. Reper: situat pe panta dealului aflat la est de iazul Calul Alb, la 4500 m sud-est de biserica satului. Obiective: 1. Așezare deschisă - Cultura La Tène târziu (Daci liberi) 2. Așezare deschisă - Migrații - Cultura Sântana de Mureș-Cerneahov[1] 48.12528°N 26.56528°E \| Cultura La Tène, Cultura Sântana de Mureș-Cerneahov \| Încarcă foto \\| video \| Raportează eroare \| \| (RAN: 37789.06) \| Movila Lupeni Nord de la Hudești[30] \| sat Hudești; comuna Hudești. Parcela: PD618 Descoperire: 2009 O. L. Șovan \| Punct ( Toponim ): Movila Lupeni Nord Localizare: extravilan, stare de conservare bună. Reper: situată la 1400 m nord de sat, în marginea de est a Pădurii Șindilița, pe partea stângă a șoselei naționale Hudești-Darabani. Obiective: 1. Movilă (mormânt tumular)[19] 49.17915°N 26.51722°E \| ? \| Încarcă foto \\| video \| Raportează eroare \| \| (RAN: 37789.07) \| Movila din Hârtopul din Cuzoaia de la Hudești[31] \| sat Hudești; comuna Hudești. Parcela: P1731 Descoperire: 2009 O. L. Șovan \| Punct ( Toponim ): Movila din Hârtopul din Cuzoaia Localizare: extravilan, stare de conservare bună. Reper: situată la 3000 m est-sud-est de Movila din Dealul Țiganului și la 1600 m nord-est de Iazul Cal Alb. Obiective: 1. Movilă (mormânt tumular)[13] 48.11665°N 26.6211°E \| ? \| Încarcă foto \\| video \| Raportează eroare \| \| (RAN: 37789.08) \| Movila de la Hudești - Iazul Calul Alb[32] \| sat Hudești; comuna Hudești. Parcela: A1988 Descoperire: 2009 O. L. Șovan \| Punct ( Toponim ): Movila de la Iazul Calul Alb Localizare: extravilan, stare de conservare bună. Reper: ituată la 4600 m sud-est de biserica satului Hudești, în partea nordică a Dealului Ciriteiului care intră în iazul Calul Alb sub forma unui pinten. Obiective: 1. Movilă (mormânt tumular)[22] 48.11943°N 26.55779°E \| ? \| Încarcă foto \\| video \| Raportează eroare \| \| (RAN: 37789.09) \| Movilă la Hudești - Dealul Țiganului[33] \| sat Hudești; comuna Hudești. Parcela: A1661 Descoperire: 2009 O. L. Șovan \| Punct ( Toponim ): Movila din Dealul Țiganului Localizare: extravilan, stare de conservare bună. Reper: situată la 3000 m nord-est de Movila Ciriteiul Mlenăuți și la 4850 m est-sud-est de Movila din Dealul Morii. Obiective: 1. Movilă (mormânt tumular)[13] 48.08749°N 26.60584°E \| ? \| Încarcă foto \\| video \| Raportează eroare \| |                                                 |                                                                                            | |                                                     |                       |                   |
| Cod LMI | Denumire                                        | Localitate                                                                                 | Localizare | Datare, Creatori                                    | Imagine               | Erori             |
| (RAN: 37805.02) | Situl arheologic de la Baranca - Vatra Satului  | sat Baranca; comuna Hudești. Parcela: A759, PD926 Descoperire: 1972 înv. D. Jar            | Punct ( Toponim ): Vatra Satului Localizare: extravilan, stare de conservare periclitată. Reper: Situat pe un promontoriu aflat la poalele Dealului Cetățuia, la circa 800 m nord-est de fortificație, la sud-vest de satul Baranca. Obiective: 1. Așezare deschisă - Cultura La Tène 2. Așezare deschisă - Cultura Sântana de Mureș-Cerneahov 48.18861°N 26.46361°E | Cultura La Tène, Cultura Sântana de Mureș-Cerneahov | Încarcă foto \| video | Raportează eroare |
| (RAN: 37805.03) | Movila Burtoasă de la Baranca                   | sat Baranca; comuna Hudești. Parcela: PD589 Descoperire: 2009 O. L. Șovan                  | Punct ( Toponim ): Movila Bortoasă Localizare: extravilan, stare de conservare bună. Reper: situată la 1300 m est de satul Baranca, pe partea stângă a drumului Baranca-Darabani. Obiective: 1. Movilă (mormânt tumular) 48.19527°N 26.50443°E | ?                                                   | Încarcă foto \| video | Raportează eroare |
| (RAN: 37805.04) | Movila din Dealul Iazul Dracului de la Baranca  | sat Baranca; comuna Hudești. Parcela: PD1094 Descoperire: 2009 O. L. Șovan                 | Punct ( Toponim ): Movila din Dealul Iazul Dracului Localizare: extravilan, stare de conservare bună. Reper: situată la 1400 m vest-sud-vest de Cetățuie și la 1000 m sud de cel mai apropiat cot al Prutului. Obiective: 1. Movilă (mormânt tumular) 48.19527°N 26.50443°E                                                                                          | ?                                                   | Încarcă foto \| video | Raportează eroare |
| (RAN: 37805.05) | Movila din Dealul Cetății de la Baranca         | sat Baranca; comuna Hudești. Parcela: PD1009 Descoperire: 2009 O. L. Șovan                 | Punct ( Toponim ): Movila din Dealul Cetății Localizare: extravilan, stare de conservare periclitată. Reper: situată în partea estică a Dealului Cetății. Obiective: 1. Movilă (mormânt tumular) 48.18638°N 26.45556°E | ?                                                   | Încarcă foto \| video | Raportează eroare |
| (RAN: 37814.01) | Așezarea Cucuteni de la Mlenăuți - Dealul Morii | sat Mlenăuți; comuna Hudești. Parcela: A2225 Descoperire: 1974 prof. Gh. Toma              | Punct ( Toponim ): Dealul Morii Localizare: extravilan, stare de conservare periclitată. Reper: situat pe platoul dealului aflat la est de valea de la Fundu Moșiei și la 4500 m sud-est de sat. Obiective: 1. Așezare deschisă - Eneolitic dezvoltat 48.09498°N 26.54445°E                                                                                          | Cultura Cucuteni                                    | Încarcă foto \| video | Raportează eroare |
| (RAN: 37814.02) | Movila de la Mlenăuți - la Vest de Sat          | sat Mlenăuți; comuna Hudești. Parcela: A1399 Descoperire: 1975 prof. C. Jacotă și Gh. Toma | Punct ( Toponim ): Movila de la Vest de Sat Localizare: intravilan, stare de conservare aplatizată. Reper: situată la 1400 m vest-sud-vest de biserica satului, la 250 m nord de valea Răchitei. Dimensiuni: D-15 m; H-1 m. Obiective: 1. Movilă (mormânt tumular) 48.12332°N 26.48195°E                                                                             | ?                                                   | Încarcă foto \| video | Raportează eroare |
| (RAN: 37814.03) | Movila Mlenăuți de la Mlenăuți                  | sat Mlenăuți; comuna Hudești. Parcela: PD1358 Descoperire: 2009 O. L. Șovan                | Punct ( Toponim ): Movila Mlenăuți Localizare: extravilan, stare de conservare bună. Reper: situată la nord-vest de sat, pe culmea Dealului Bașeu cuprins între râul Bașeu la nord și vest și valea Țiclăului la sud-vest. Obiective: 1. Movilă (mormânt tumular) 48.13832°N 26.47165°E                                                                              | ?                                                   | Încarcă foto \| video | Raportează eroare |
| (RAN: 37814.04) | Movila Ciriteiul Mlenăuți de la Mlenăuți        | sat Mlenăuți; comuna Hudești. Parcela: A2310 Descoperire: 2009 O. L. Șovan                 | Punct ( Toponim ): Movila Ciriteiul Mlenăuți Localizare: extravilan, stare de conservare bună. Reper: situată pe Dealul Ciriteiului, la 8300 m sud-est de satul Mlenăuți, la 1900 m nord-nord-est de satul Stânca, c. George Enescu. Obiective: 1. Movilă (mormânt tumular) 48.06776°N 26.57915°E                                                                    | ?                                                   | Încarcă foto \| video | Raportează eroare |
| (RAN: 37814.06) | Movilă la Mlenăuți - Dealul Morii               | sat Mlenăuți; comuna Hudești. Parcela: A2236 Descoperire: 2009 O. L. Șovan                 | Punct ( Toponim ): Movila din Dealul Morii Localizare: extravilan, stare de conservare bună. Reper: situată la 4000 m sud-est de satul Mlenăuți, la 2000 m sud-vest de iazul Calul Alb. Obiective: 1. Movilă (mormânt tumular) 48.09776°N 26.54192°E | ?                                                   | Încarcă foto \| video | Raportează eroare |
| (RAN: 37814.07) | Movila de la Mlenăuți - La Odăiță               | sat Mlenăuți; comuna Hudești. Parcela: A2040 Descoperire: 2009 O. L. Șovan                 | Punct ( Toponim ): Movila La Odăiță Localizare: extravilan, stare de conservare bună. Reper: situată la 2100 m sud-est de satul Mlenăuți și la 2000 m sud-vest de iazul Calul Alb. Obiective: 1. Movilă (mormânt tumular) 48.11137°N 26.52444°E | ?                                                   | Încarcă foto \| video | Raportează eroare |
| (RAN: 37814.08) | Movila de la Mlenăuți - Dealul Nisipăriei       | sat Mlenăuți; comuna Hudești. Parcela: A1953 Descoperire: 2009 O. L. Șovan                 | Punct ( Toponim ): Movila din Dealul Nisipăriei Localizare: extravilan, stare de conservare bună. Reper: situată la 1800 m sud-est de biserica din satul Mlenăuți și la 600 m sud-vest de iazul lui Axinte. Obiective: 1. Movilă (mormânt tumular) 48.12695°N 26.51776°E                                                                                             | ?                                                   | Încarcă foto \| video | Raportează eroare |
| (RAN: 37814.09) | Movila din Dealul Calul Alb de la Mlenăuți      | sat Mlenăuți; comuna Hudești. Parcela: A1953 Descoperire: 2009 O. L. Șovan                 | Punct ( Toponim ): Movila din Dealul Calul Alb Localizare: extravilan, stare de conservare bună. Reper: situată la 6000 est-sud-est de biserica din satul Hudești și la 2100 m nord-est de barajul primului iaz de la Calul Alb. Obiective: 1. Movilă (mormânt tumular) 48.13056°N 26.5886°E                                                                         | ?                                                   | Încarcă foto \| video | Raportează eroare |
| (RAN: 37814.10) | Movila La Ochi de la Mlenăuți                   | sat Mlenăuți; comuna Hudești. Parcela: A37 Descoperire: 2009 O. L. Șovan                   | Punct ( Toponim ): Movila La Ochi Localizare: extravilan, stare de conservare bună. Reper: situată la 3000 m nord-est de Movila Ciriteiul Mlenăuți și la 4850 m est-sud-est de Movila din Dealul Morii. Obiective: 1. Movilă (mormânt tumular) 48.08749°N 26.60584°E                                                                                                 | ?                                                   | Încarcă foto \| video | Raportează eroare |
| (RAN: 37789.01) | Movila Burtoasă la Hudești                      | sat Hudești; comuna Hudești. Parcela: P807 Descoperire: 1975 prof. C. Jacotă și Gh. Toma   | Punct ( Toponim ): Movila Bortoasă Localizare: extravilan, stare de conservare aplatizată. Reper: situată la 1700 m nord-nord-vest de biserica satului și la 350 m vest de drumul național Hudești-Darabani. Dimensiuni: D-30 m; H-1 m. Obiective: 1. Movilă (mormânt tumular) 48.1611°N 26.50473°E                                                                  | ?                                                   | Încarcă foto \| video | Raportează eroare |
| (RAN: 37789.02) | Situl arheologic de la Hudești - La Carieră     | sat Hudești; comuna Hudești. Parcela: A835, A1474 Descoperire: 1973 prof. C. Jacotă        | Punct ( Toponim ): La Carieră Localizare: intravilan, stare de conservare bună. Reper: situat pe drumul dintre satele Hudești și Alba, la nord-vest de dispensarul uman, pe panta sudică a Dealului Țurcani. Obiective: 1. Așezare deschisă - Eneolitic dezvoltat 2. Așezare deschisă - Migrații - Cultura Sântana de Mureș-Cerneahov 48.14832°N 26.49557°E          | Cultura La Tène, Cultura Sântana de Mureș-Cerneahov | Încarcă foto \| video | Raportează eroare |
| (RAN: 37789.03) | Așezarea Cucuteni de la Hudești - La Cresneanu  | sat Hudești; comuna Hudești. Parcela: : A1905, A1906 Descoperire: 1973 prof. C. Jacotă     | Punct ( Toponim ): La Cresneanu Localizare: extravilan, stare de conservare bună. Reper: situat la 3500 m sud-est de biserica satului, la nord de iazul Calul Alb. Obiective: 1. Așezare deschisă - Eneolitic dezvoltat - Cultura Cucuteni B 48.13029°N 26.54499°E                                                                                                   | Cultura Cucuteni                                    | Încarcă foto \| video | Raportează eroare |
| (RAN: 37789.04) | Situl arheologic de la Hudești - La Ciacâr      | sat Hudești; comuna Hudești. Parcela: A1670, A1976 Descoperire: 1980 P. Șadurschi          | Punct ( Toponim ): Ciacâr Localizare: extravilan, stare de conservare bună. Reper: situat pe panta dealului aflat la est de iazul Calul Alb, la 4500 m sud-est de biserica satului. Obiective: 1. Așezare deschisă - Cultura La Tène târziu (Daci liberi) 2. Așezare deschisă - Migrații - Cultura Sântana de Mureș-Cerneahov 48.12528°N 26.56528°E                  | Cultura La Tène, Cultura Sântana de Mureș-Cerneahov | Încarcă foto \| video | Raportează eroare |
| (RAN: 37789.06) | Movila Lupeni Nord de la Hudești                | sat Hudești; comuna Hudești. Parcela: PD618 Descoperire: 2009 O. L. Șovan                  | Punct ( Toponim ): Movila Lupeni Nord Localizare: extravilan, stare de conservare bună. Reper: situată la 1400 m nord de sat, în marginea de est a Pădurii Șindilița, pe partea stângă a șoselei naționale Hudești-Darabani. Obiective: 1. Movilă (mormânt tumular) 49.17915°N 26.51722°E                                                                            | ?                                                   | Încarcă foto \| video | Raportează eroare |
| (RAN: 37789.07) | Movila din Hârtopul din Cuzoaia de la Hudești   | sat Hudești; comuna Hudești. Parcela: P1731 Descoperire: 2009 O. L. Șovan                  | Punct ( Toponim ): Movila din Hârtopul din Cuzoaia Localizare: extravilan, stare de conservare bună. Reper: situată la 3000 m est-sud-est de Movila din Dealul Țiganului și la 1600 m nord-est de Iazul Cal Alb. Obiective: 1. Movilă (mormânt tumular) 48.11665°N 26.6211°E                                                                                         | ?                                                   | Încarcă foto \| video | Raportează eroare |
| (RAN: 37789.08) | Movila de la Hudești - Iazul Calul Alb          | sat Hudești; comuna Hudești. Parcela: A1988 Descoperire: 2009 O. L. Șovan                  | Punct ( Toponim ): Movila de la Iazul Calul Alb Localizare: extravilan, stare de conservare bună. Reper: ituată la 4600 m sud-est de biserica satului Hudești, în partea nordică a Dealului Ciriteiului care intră în iazul Calul Alb sub forma unui pinten. Obiective: 1. Movilă (mormânt tumular) 48.11943°N 26.55779°E                                            | ?                                                   | Încarcă foto \| video | Raportează eroare |
| (RAN: 37789.09) | Movilă la Hudești - Dealul Țiganului            | sat Hudești; comuna Hudești. Parcela: A1661 Descoperire: 2009 O. L. Șovan                  | Punct ( Toponim ): Movila din Dealul Țiganului Localizare: extravilan, stare de conservare bună. Reper: situată la 3000 m nord-est de Movila Ciriteiul Mlenăuți și la 4850 m est-sud-est de Movila din Dealul Morii. Obiective: 1. Movilă (mormânt tumular) 48.08749°N 26.60584°E                                                                                    | ?                                                   | Încarcă foto \| video | Raportează eroare |